# Saint-Clément (Québec)
Pour les articles homonymes, voir Saint-Clément.
Saint-Clément est une municipalité de paroisse située dans la municipalité régionale de comté des Basques dans la région administrative du Bas-Saint-Laurent au Québec (Canada). Auparavant, l'endroit était connu sous le nom de Sénescoupé.

## Toponymie
L'ancien nom de l'endroit, « Sénescoupé », était emprunté au nom d'une rivière qui le traverse. De son côté, le nom de « Saint-Clément » est repris du nom de la paroisse. La paroisse a adopté ce nom puisque l'évêque de Rimouski, Jean Langevin, a décrété la construction d'une église à cet endroit le 23 novembre 1873, jour correspondant à la fête de saint Clément, quatrième pape de l'Église catholique.

## Histoire
Vers 1860, les premiers défricheurs de l'endroit, surtout en provenance de Saint-Éloi et de L'Isle-Verte, commencent à arriver. En 1872, la mission est fondée,. En 1873, la première chapelle est construite. De 1873 à 1878, la mission est desservie par les curés de Saint-Éloi et de Saint-Paul-de-la-Croix. Les registres paroissiaux sont ouverts depuis le 30 avril 1875,. En 1877, le bureau de poste est ouvert. En 1878, la mission reçoit son premier curé résidant, David Lebel,.
Le 17 juin 1881, la paroisse est érigée canoniquement,,. Le 11 janvier 1882, elle est érigée civilement,. En 1884, la municipalité est créée. En 1898, l'église actuelle est construite.
Le 5 novembre 2016, Saint-Clément change de statut de municipalité de paroisse à celui de municipalité.

## Géographie
Le territoire de Saint-Clément est traversé par plusieurs cours d'eau, dont plusieurs rapides. La rivière des Trois Pistoles délimite le sud-est de la municipalité puis la traverse vers le nord-ouest.
La rivière Mariakèche traverse le sud-ouest puis délimite le nord-est de la municipalité jusqu'à sa confluence avec la rivière des Trois Pistoles.
La rivière Sénescoupé traverse le sud la municipalité et coule vers le nord-est jusqu'à sa confluence avec la rivière des Trois Pistoles dans le centre-est.

## Démographie

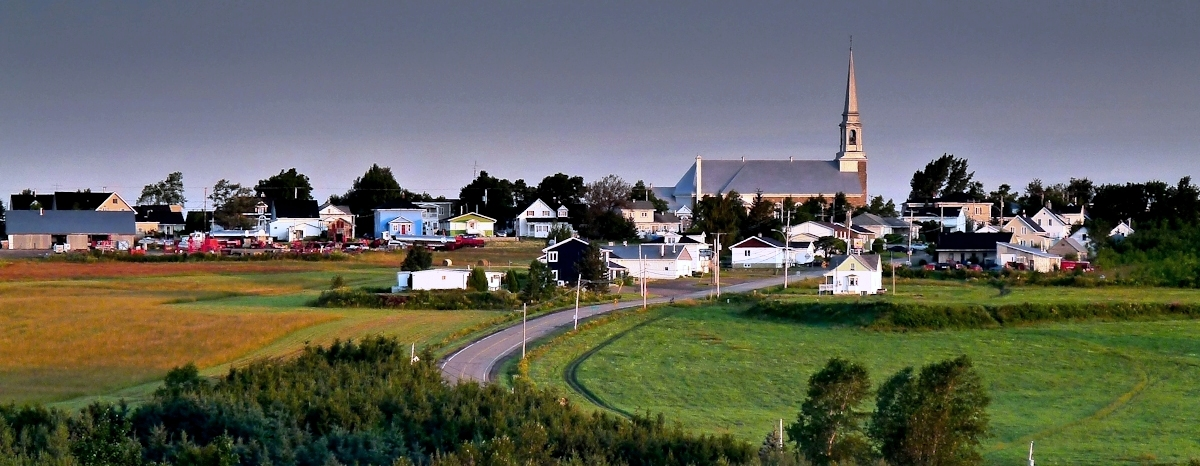
Village de Saint-Clément en août 2009

| 1881  | 1891 | 1901  | 1911  | 1921  | 1931  | 1941  |
| ----- | ---- | ----- | ----- | ----- | ----- | ----- |
| 1 015 | 833  | 1 024 | 1 208 | 1 234 | 1 204 | 1 219 |

| 1951  | 1961  | 1966  | 1971 | 1976 | 1981 | 1986 |
| ----- | ----- | ----- | ---- | ---- | ---- | ---- |
| 1 217 | 1 213 | 1 018 | 846  | 711  | 657  | 623  |

| 1991 | 1996 | 2001 | 2006 | 2011 | 2016 | 2021 |
| ---- | ---- | ---- | ---- | ---- | ---- | ---- |
| 580  | 566  | 531  | 521  | 499  | 460  | 479  |

## Économie
Les principales activités économiques de Saint-Clément sont l'agriculture et l'acériculture.

## Administration
Les élections municipales se font en bloc pour le maire et les six conseillers.
| Saint-Clément Maires depuis 2001                                                                                     |                 |         |          |
| Élection | Maire           | Qualité | Résultat |
| 2001 | Aliette April   |         | Voir     |
| 2005 | Aliette April   | Voir    |          |
| 2009 | Aucun candidat  |         | Voir     |
| n/d | Richard April   |         | n/d      |
| 2013 | Richard April   | Voir    |          |
| 2014 | Éric Blanchard  |         | Voir     |
| 2017 | Éric Blanchard  | Voir    |          |
| 2021 | Éric Blanchard  | Voir    |          |
| oct. 2022 | Gabriel Belzile |         | Voir     |
| Élection partielle en italique Depuis 2005, les élections sont simultanées dans toutes les municipalités québécoises |                 |         |          |

## Économie
L'économie clémentoise, foncièrement agricole, tire également parti de l'exploitation de nombreuses érablières. On y retrouve la porte d'entrée officielle du Sentier national au Bas Saint-Laurent. La paroisse de Saint-Clément a fêté son 125e anniversaire au cours de l'été 2006.
Cette municipalité s'est notamment fait connaître lors de l'occupation de son bureau de poste à l'hiver 1992-1993 afin d'empêcher sa fermeture.